# Campionato mondiale femminile di calcio 2027
Il campionato mondiale femminile di calcio 2027 sarà la decima edizione ufficiale della manifestazione, e si svolgerà in Brasile dal 24 giugno al 25 luglio 2027.

## Selezione della nazione ospitante
Il 23 marzo 2023 la FIFA annunciò l'apertura del processo di selezione delle candidature per ospitare il campionato mondiale nel 2027. 
Successivamente all'apertura del bando, la FIFA ricevette espressioni d'interesse nell'organizzazione del torneo da parte di nove federazioni: Brasile, Sudafrica e le candidature congiunte di Belgio, Germania e Paesi Bassi e Messico e Stati Uniti. In seguito, prima la federazione sudafricana e poi la federazioni messicane e statunitensi ritirarono la propria candidatura. Il 17 maggio 2024 si tenne la votazione finale, che vide la candidatura del Brasile ottenere 119 voti favorevoli contro i 78 voti favorevoli alla candidatura congiunta delle federazioni di Belgio, Germania e Paesi Bassi; la FIFA annunciò, così, l'assegnazione dell'organizzazione del campionato mondiale al Brasile.

## Stadi
In fase di candidatura furono proposti 10 stadi in 10 città. 
| Rio de Janeiro            | Brasilia                                                                                              | San Paulo                                                                                             | Belo Horizonte   |
| ------------------------- | --- | --- | ---------------- |
| Maracanã                  | Stadio nazionale Mané Garrincha                                                                       | Arena Corinthians                                                                                     | Mineirão         |
| Capacità: 74 738          | Capacità: 69 349                                                                                      | Capacità: 47 605                                                                                      | Capacità: 58 170 |
|                           | | |                  |
| Fortaleza                 | Belo Horizonte Brasilia Fortaleza Porto Alegre São Paulo Rio de Janeiro Salvador Cuiabá Manaus Recife | Belo Horizonte Brasilia Fortaleza Porto Alegre São Paulo Rio de Janeiro Salvador Cuiabá Manaus Recife | Porto Alegre     |
| Arena Castelão            | Belo Horizonte Brasilia Fortaleza Porto Alegre São Paulo Rio de Janeiro Salvador Cuiabá Manaus Recife | Belo Horizonte Brasilia Fortaleza Porto Alegre São Paulo Rio de Janeiro Salvador Cuiabá Manaus Recife | Stadio Beira-Rio |
| Capacità: 60 342          | Belo Horizonte Brasilia Fortaleza Porto Alegre São Paulo Rio de Janeiro Salvador Cuiabá Manaus Recife | Belo Horizonte Brasilia Fortaleza Porto Alegre São Paulo Rio de Janeiro Salvador Cuiabá Manaus Recife | Capacità: 50 842 |
|                           | Belo Horizonte Brasilia Fortaleza Porto Alegre São Paulo Rio de Janeiro Salvador Cuiabá Manaus Recife | Belo Horizonte Brasilia Fortaleza Porto Alegre São Paulo Rio de Janeiro Salvador Cuiabá Manaus Recife |                  |
| Salvador                  | Cuiabá                                                                                                | Manaus                                                                                                | Recife           |
| Itaipava Arena Fonte Nova | Arena Pantanal                                                                                        | Arena Amazônia                                                                                        | Arena Pernambuco |
| Capacità: 50 025          | Capacità: 44 097                                                                                      | Capacità: 44 000                                                                                      | Capacità: 44 300 |
|                           | | |                  |

## Qualificazioni
Il numero di squadre partecipanti è di 32, quindi la distribuzione dei posti per le sei confederazioni è analoga alla precedente edizione.
- AFC (Asia): 6 posti,
- CAF (Africa): 4 posti,
- CONCACAF (Centro e Nord America, Caraibi): 4 posti,
- CONMEBOL (Sud America): 3 posti (incluso il Brasile),
- OFC (Oceania): 1 posto,
- UEFA (Europa): 11 posti,
- Play-off: 3 posti.

Dei 32 posti disponibili 3 sono assegnati tramite un apposito torneo di qualificazione al quale è previsto che prendano parte 10 squadre appartenenti a tutte le federazioni continentali: 2 squadre ciascuna appartenenti ad AFC, CAF, CONCACAF e CONMEBOL; 1 squadra per l'UEFA e 1 per l'OFC.

## Squadre partecipanti
| Pr. | Squadra | Data di qualificazione certa | Confederazione | Partecipante in quanto                                          | Ultima presenza              |
| --- | ------- | ---------------------------- | -------------- | --------------------------------------------------------------- | ---------------------------- |
| 1   | Brasile | 17 maggio 2024               | CONMEBOL       | Rappresentativa della nazione corganizzatrice della fase finale | Australia-Nuova Zelanda 2023 |

## Formula
La formula prevede la formazione di otto gironi all'italiana (chiamati "gruppi") con partite di sola andata, ciascuno composto da quattro squadre.
Per determinare la posizione in classifica delle squadre in ogni gruppo saranno presi in considerazione, nell'ordine, i seguenti criteri:
1. maggiore numero di punti;
2. migliore differenza reti;
3. maggiore numero di reti segnate.

Nel caso in cui, dopo aver applicato quanto sopra, due o più nazionali si trovassero ancora in parità, verranno utilizzati, sempre nell'ordine, gli ulteriori parametri qui di seguito:
1. maggiore numero di punti negli scontri diretti tra le squadre interessate (classifica avulsa);
2. migliore differenza reti negli scontri diretti tra le squadre interessate (classifica avulsa);
3. maggiore numero di reti segnate negli scontri diretti tra le squadre interessate (classifica avulsa);
4. maggiore numero di punti fair play, secondo quanto segue:

Le prime due nazionali classificate di ogni raggruppamento accedono alla fase a eliminazione diretta che consiste in un tabellone di quattro turni (ottavi di finale, quarti di finale, semifinali e finali) ad accoppiamenti interamente prestabiliti e con incontri basati su partite uniche ed eventuali tempi supplementari e tiri di rigore in caso di persistenza della parità tra le due contendenti.

## Fase a gironi

### Gruppo A

#### Classifica
| Pos. | Squadra | Pt | G | V | N | P | GF | GS | DR |
| ---- | ------- | -- | - | - | - | - | -- | -- | -- |
| 1.   | Brasile | 0  | 0 | 0 | 0 | 0 | 0  | 0  | 0  |
| 2.   |         | 0  | 0 | 0 | 0 | 0 | 0  | 0  | 0  |
| 3.   |         | 0  | 0 | 0 | 0 | 0 | 0  | 0  | 0  |
| 4.   |         | 0  | 0 | 0 | 0 | 0 | 0  | 0  | 0  |

#### Risultati
| Rio de Janeiro 24 giugno 2027, ore UTC-3 Incontro 1 | Brasile | – | non conosciuta | Stadio Maracanã |

| Fortaleza 25 giugno 2027, ore UTC-3 Incontro 2 | non conosciuta | – | non conosciuta | Stadio Castelão |

| Salvador 29 giugno 2027, ore UTC-3 Incontro 17 | Brasile | – | non conosciuta | Itaipava Arena Fonte Nova |

| Brasilia 30 giugno 2027, ore UTC-3 Incontro 18 | non conosciuta | – | non conosciuta | Stadio nazionale Mané Garrincha |

| San Paolo 5 luglio 2027, ore UTC-3 Incontro 33 | non conosciuta | – | Brasile | Arena Corinthians |

| Recife 5 luglio 2027, ore UTC-3 Incontro 34 | non conosciuta | – | non conosciuta | Itaipava Arena Pernambuco |

### Gruppo B

#### Classifica
| Pos. | Squadra | Pt | G | V | N | P | GF | GS | DR |
| ---- | ------- | -- | - | - | - | - | -- | -- | -- |
| 1.   |         | 0  | 0 | 0 | 0 | 0 | 0  | 0  | 0  |
| 2.   |         | 0  | 0 | 0 | 0 | 0 | 0  | 0  | 0  |
| 3.   |         | 0  | 0 | 0 | 0 | 0 | 0  | 0  | 0  |
| 4.   |         | 0  | 0 | 0 | 0 | 0 | 0  | 0  | 0  |

#### Risultati
| Belo Horizonte 25 giugno 2027, ore UTC-3 Incontro 3 | non conosciuta | – | non conosciuta | Mineirão |

| San Paolo 25 giugno 2027, ore UTC-3 Incontro 4 | non conosciuta | – | non conosciuta | Arena Corinthians |

| Rio de Janeiro 30 giugno 2027, ore UTC-3 Incontro 19 | non conosciuta | – | non conosciuta | Stadio Maracanã |

| Porto Alegre 30 giugno 2027, ore UTC-3 Incontro 20 | non conosciuta | – | non conosciuta | Stadio Beira-Rio |

| Porto Alegre 5 luglio 2027, ore UTC-3 Incontro 35 | non conosciuta | – | non conosciuta | Stadio Beira-Rio |

| Brasilia 5 luglio 2027, ore UTC-3 Incontro 36 | non conosciuta | – | non conosciuta | Stadio nazionale Mané Garrincha |

### Gruppo C

#### Classifica
| Pos. | Squadra | Pt | G | V | N | P | GF | GS | DR |
| ---- | ------- | -- | - | - | - | - | -- | -- | -- |
| 1.   |         | 0  | 0 | 0 | 0 | 0 | 0  | 0  | 0  |
| 2.   |         | 0  | 0 | 0 | 0 | 0 | 0  | 0  | 0  |
| 3.   |         | 0  | 0 | 0 | 0 | 0 | 0  | 0  | 0  |
| 4.   |         | 0  | 0 | 0 | 0 | 0 | 0  | 0  | 0  |

#### Risultati
| Brasilia 26 giugno 2027, ore UTC-3 Incontro 5 | non conosciuta | – | non conosciuta | Stadio nazionale Mané Garrincha |

| Manaus 26 giugno 2027, ore UTC-4 Incontro 6 | non conosciuta | – | non conosciuta | Arena da Amazônia |

| Cuiabá 1º luglio 2027, ore UTC-4 Incontro 21 | non conosciuta | – | non conosciuta | Arena Pantanal |

| Recife 1º luglio 2027, ore UTC-3 Incontro 22 | non conosciuta | – | non conosciuta | Itaipava Arena Pernambuco |

| Fortaleza 6 luglio 2027, ore UTC-3 Incontro 37 | non conosciuta | – | non conosciuta | Stadio Castelão |

| Salvador 6 luglio 2027, ore UTC-3 Incontro 38 | non conosciuta | – | non conosciuta | Itaipava Arena Fonte Nova |

### Gruppo D

#### Classifica
| Pos.5 | Squadra | Pt | G | V | N | P | GF | GS | DR |
| ----- | ------- | -- | - | - | - | - | -- | -- | -- |
| 1.    |         | 0  | 0 | 0 | 0 | 0 | 0  | 0  | 0  |
| 2.    |         | 0  | 0 | 0 | 0 | 0 | 0  | 0  | 0  |
| 3.    |         | 0  | 0 | 0 | 0 | 0 | 0  | 0  | 0  |
| 4.    |         | 0  | 0 | 0 | 0 | 0 | 0  | 0  | 0  |

#### Risultati
| Recife 26 giugno 2027, ore UTC-3 Incontro 7 | non conosciuta | – | non conosciuta | Itaipava Arena Pernambuco |

| Salvador 26 giugno 2027, ore UTC-3 Incontro 8 | non conosciuta | – | non conosciuta | Itaipava Arena Fonte Nova |

| Belo Horizonte 1º luglio 2027, ore UTC-3 Incontro 23 | non conosciuta | – | non conosciuta | Mineirão |

| Fortaleza 2 luglio 2027, ore UTC-3 Incontro 24 | non conosciuta | – | non conosciuta | Stadio Castelão |

| Cuiabá 6 luglio 2027, ore UTC-4 Incontro 39 | non conosciuta | – | non conosciuta | Arena Pantanal |

| Manaus 6 luglio 2027, ore UTC-4 Incontro 40 | non conosciuta | – | non conosciuta | Arena da Amazônia |

### Gruppo E

#### Classifica
| Pos. | Squadra | Pt | G | V | N | P | GF | GS | DR |
| ---- | ------- | -- | - | - | - | - | -- | -- | -- |
| 1.   |         | 0  | 0 | 0 | 0 | 0 | 0  | 0  | 0  |
| 2.   |         | 0  | 0 | 0 | 0 | 0 | 0  | 0  | 0  |
| 3.   |         | 0  | 0 | 0 | 0 | 0 | 0  | 0  | 0  |
| 4.   |         | 0  | 0 | 0 | 0 | 0 | 0  | 0  | 0  |

#### Risultati
| Belo Horizonte 27 giugno 2027, ore UTC-3 Incontro 9 | non conosciuta | – | non conosciuta | Mineirão |

| Rio de Janeiro 27 giugno 2027, ore UTC-3 Incontro 10 | non conosciuta | – | non conosciuta | Stadio Maracanã |

| San Paolo 2 luglio 2027, ore UTC-3 Incontro 25 | non conosciuta | – | non conosciuta | Arena Corinthians |

| Porto Alegre 2 luglio 2027, ore UTC-3 Incontro 26 | non conosciuta | – | non conosciuta | Stadio Beira-Rio |

| Rio de Janeiro 7 luglio 2027, ore UTC-3 Incontro 41 | non conosciuta | – | non conosciuta | Stadio Maracanã |

| Brasilia 7 luglio 2027, ore UTC-3 Incontro 42 | non conosciuta | – | non conosciuta | Stadio nazionale Mané Garrincha |

### Gruppo F

#### Classifica
| Pos. | Squadra | Pt | G | V | N | P | GF | GS | DR |
| ---- | ------- | -- | - | - | - | - | -- | -- | -- |
| 1.   |         | 0  | 0 | 0 | 0 | 0 | 0  | 0  | 0  |
| 2.   |         | 0  | 0 | 0 | 0 | 0 | 0  | 0  | 0  |
| 3.   |         | 0  | 0 | 0 | 0 | 0 | 0  | 0  | 0  |
| 4.   |         | 0  | 0 | 0 | 0 | 0 | 0  | 0  | 0  |

#### Risultati
| Porto Alegre 27 giugno 2027, ore UTC-3 Incontro 11 | non conosciuta | – | non conosciuta | Stadio Beira-Rio |

| San Paolo 28 giugno 2027, ore UTC-3 Incontro 12 | non conosciuta | – | non conosciuta | Arena Corinthians |

| Rio de Janeiro 3 luglio 2027, ore UTC-3 Incontro 27 | non conosciuta | – | non conosciuta | Stadio Maracanã |

| Brasilia 3 luglio 2027, ore UTC-3 Incontro 28 | non conosciuta | – | non conosciuta | Stadio nazionale Mané Garrincha |

| Belo Horizonte 7 luglio 2027, ore UTC-3 Incontro 43 | non conosciuta | – | non conosciuta | Mineirão |

| Porto Alegre 7 luglio 2027, ore UTC-3 Incontro 44 | non conosciuta | – | non conosciuta | Stadio Beira-Rio |

### Gruppo G

#### Classifica
| Pos. | Squadra | Pt | G | V | N | P | GF | GS | DR |
| ---- | ------- | -- | - | - | - | - | -- | -- | -- |
| 1.   |         | 0  | 0 | 0 | 0 | 0 | 0  | 0  | 0  |
| 2.   |         | 0  | 0 | 0 | 0 | 0 | 0  | 0  | 0  |
| 3.   |         | 0  | 0 | 0 | 0 | 0 | 0  | 0  | 0  |
| 4.   |         | 0  | 0 | 0 | 0 | 0 | 0  | 0  | 0  |

#### Risultati
| Cuiabá 28 giugno 2027, ore UTC-4 Incontro 13 | non conosciuta | – | non conosciuta | Arena Pantanal |

| Manaus 28 giugno 2027, ore UTC-4 Incontro 14 | non conosciuta | – | non conosciuta | Arena da Amazônia |

| Salvador 3 luglio 2027, ore UTC-3 Incontro 29 | non conosciuta | – | non conosciuta | Itaipava Arena Fonte Nova |

| Belo Horizonte 4 luglio 2027, ore UTC-3 Incontro 30 | non conosciuta | – | non conosciuta | Mineirão |

| Fortaleza 8 luglio 2027, ore UTC-3 Incontro 45 | non conosciuta | – | non conosciuta | Stadio Castelão |

| Recife 8 luglio 2027, ore UTC-3 Incontro 46 | non conosciuta | – | non conosciuta | Itaipava Arena Pernambuco |

### Gruppo H

#### Classifica
| Pos. | Squadra | Pt | G | V | N | P | GF | GS | DR |
| ---- | ------- | -- | - | - | - | - | -- | -- | -- |
| 1.   |         | 0  | 0 | 0 | 0 | 0 | 0  | 0  | 0  |
| 2.   |         | 0  | 0 | 0 | 0 | 0 | 0  | 0  | 0  |
| 3.   |         | 0  | 0 | 0 | 0 | 0 | 0  | 0  | 0  |
| 4.   |         | 0  | 0 | 0 | 0 | 0 | 0  | 0  | 0  |

#### Risultati
| Fortaleza 29 giugno 2027, ore UTC-3 Incontro 15 | non conosciuta | – | non conosciuta | Stadio Castelão |

| Salvador 29 giugno 2027, ore UTC-3 Incontro 16 | non conosciuta | – | non conosciuta | Itaipava Arena Fonte Nova |

| Cuiabá 4 luglio 2027, ore UTC-4 Incontro 31 | non conosciuta | – | non conosciuta | Arena Pantanal |

| Manaus 4 luglio 2027, ore UTC-4 Incontro 32 | non conosciuta | – | non conosciuta | Arena da Amazônia |

| San Paolo 8 luglio 2027, ore UTC-3 Incontro 47 | non conosciuta | – | non conosciuta | Arena Corinthians |

| Salvador 8 luglio 2027, ore UTC-3 Incontro 48 | non conosciuta | – | non conosciuta | Itaipava Arena Fonte Nova |

## Fase a eliminazione diretta

### Tabellone
|  | Ottavi di finale | Ottavi di finale | Ottavi di finale |  |  | Quarti di finale | Quarti di finale | Quarti di finale |  |  | Semifinali | Semifinali | Semifinali |  |  | Finale | Finale | Finale |  |
|  |                  |                  |                  |  |  |                  |                  |                  |  |  |            |            |            |  |  |        |        |        |  |
|  |                  |                  |                  |  |  |                  |                  |                  |  |  |            |            |            |  |  |        |        |        |  |
|  |                  |                  |                  |  |  |                  |                  |                  |  |  |            |            |            |  |  |        |        |        |  |
|  |                  |                  |                  |  |  |                  |                  |                  |  |  |            |            |            |  |  |        |        |        |  |
|  |                  |                  |                  |  |  |                  |                  |                  |  |  |            |            |            |  |  |        |        |        |  |
|  |                  |                  |                  |  |  |                  |                  |                  |  |  |            |            |            |  |  |        |        |        |  |
|  |                  |                  |                  |  |  |                  |                  |                  |  |  |            |            |            |  |  |        |        |        |  |
|  |                  |                  |                  |  |  |                  |                  |                  |  |  |            |            |            |  |  |        |        |        |  |
|  |                  |                  |                  |  |  |                  |                  |                  |  |  |            |            |            |  |  |        |        |        |  |
|  |                  |                  |                  |  |  |                  |                  |                  |  |  |            |            |            |  |  |        |        |        |  |
|  |                  |                  |                  |  |  |                  |                  |                  |  |  |            |            |            |  |  |        |        |        |  |
|  |                  |                  |                  |  |  |                  |                  |                  |  |  |            |            |            |  |  |        |        |        |  |
|  |                  |                  |                  |  |  |                  |                  |                  |  |  |            |            |            |  |  |        |        |        |  |
|  |                  |                  |                  |  |  |                  |                  |                  |  |  |            |            |            |  |  |        |        |        |  |
|  |                  |                  |                  |  |  |                  |                  |                  |  |  |            |            |            |  |  |        |        |        |  |
|  |                  |                  |                  |  |  |                  |                  |                  |  |  |            |            |            |  |  |        |        |        |  |
|  |                  |                  |                  |  |  |                  |                  |                  |  |  |            |            |            |  |  |        |        |        |  |
|  |                  |                  |                  |  |  |                  |                  |                  |  |  |            |            |            |  |  |        |        |        |  |
|  |                  |                  |                  |  |  |                  |                  |                  |  |  |            |            |            |  |  |        |        |        |  |
|  |                  |                  |                  |  |  |                  |                  |                  |  |  |            |            |            |  |  |        |        |        |  |
|  |                  |                  |                  |  |  |                  |                  |                  |  |  |            |            |            |  |  |        |        |        |  |
|  |                  |                  |                  |  |  |                  |                  |                  |  |  |            |            |            |  |  |        |        |        |  |
|  |                  |                  |                  |  |  |                  |                  |                  |  |  |            |            |            |  |  |        |        |        |  |
|  |                  |                  |                  |  |  |                  |                  |                  |  |  |            |            |            |  |  |        |        |        |  |
|  |                  |                  |                  |  |  |                  |                  |                  |  |  |            |            |            |  |  |        |        |        |  |
|  |                  |                  |                  |  |  |                  |                  |                  |  |  |            |            |            |  |  |        |        |        |  |
|  |                  |                  |                  |  |  |                  |                  |                  |  |  |            |            |            |  |  |        |        |        |  |
|  |                  |                  |                  |  |  |                  |                  |                  |  |  |            |            |            |  |  |        |        |        |  |
|  |                  |                  |                  |  |  |                  |                  |                  |  |  |            |            |            |  |  |        |        |        |  |
|  |                  |                  |                  |  |  |                  |                  |                  |  |  |            |            |            |  |  |        |        |        |  |
|  |                  |                  |                  |  |  |                  |                  |                  |  |  |            |            |            |  |  |        |        |        |  |
|  |                  |                  |                  |  |  |                  |                  |                  |  |  |            |            |            |  |  |        |        |        |  |
|  |                  |                  |                  |  |  |                  |                  |                  |  |  |            |            |            |  |  |        |        |        |  |
|  |                  |                  |                  |  |  |                  |                  |                  |  |  |            |            |            |  |  |        |        |        |  |
|  |                  |                  |                  |  |  |                  |                  |                  |  |  |            |            |            |  |  |        |        |        |  |
|  |                  |                  |                  |  |  |                  |                  |                  |  |  |            |            |            |  |  |        |        |        |  |
|  |                  |                  |                  |  |  |                  |                  |                  |  |  |            |            |            |  |  |        |        |        |  |
|  |                  |                  |                  |  |  |                  |                  |                  |  |  |            |            |            |  |  |        |        |        |  |
|  |                  |                  |                  |  |  |                  |                  |                  |  |  |            |            |            |  |  |        |        |        |  |
|  |                  |                  |                  |  |  |                  |                  |                  |  |  |            |            |            |  |  |        |        |        |  |
|  |                  |                  |                  |  |  |                  |                  |                  |  |  |            |            |            |  |  |        |        |        |  |
|  |                  |                  |                  |  |  |                  |                  |                  |  |  |            |            |            |  |  |        |        |        |  |
|  |                  |                  |                  |  |  |                  |                  |                  |  |  |            |            |            |  |  |        |        |        |  |
|  |                  |                  |                  |  |  |                  |                  |                  |  |  |            |            |            |  |  |        |        |        |  |
|  |                  |                  |                  |  |  |                  |                  |                  |  |  |            |            |            |  |  |        |        |        |  |
|  |                  |                  |                  |  |  |                  |                  |                  |  |  |            |            |            |  |  |        |        |        |  |

### Ottavi di finale
| Belo Horizonte 10 luglio 2027, ore UTC-3 Incontro 49 | non conosciuta | – | non conosciuta | Mineirão |

| Porto Alegre 10 luglio 2027, ore UTC-3 Incontro 50 | non conosciuta | – | non conosciuta | Stadio Beira-Rio |

| Rio de Janeiro 11 luglio 2027, ore UTC-3 Incontro 51 | non conosciuta | – | non conosciuta | Stadio Maracanã |

| Recife 11 luglio 2027, ore UTC-3 Incontro 52 | non conosciuta | – | non conosciuta | Itaipava Arena Pernambuco |

| Salvador 12 luglio 2027, ore UTC-3 Incontro 53 | non conosciuta | – | non conosciuta | Itaipava Arena Fonte Nova |

| Brasilia 12 luglio 2027, ore UTC-3 Incontro 54 | non conosciuta | – | non conosciuta | Stadio nazionale Mané Garrincha |

| Fortaleza 13 luglio 2027, ore UTC-3 Incontro 55 | non conosciuta | – | non conosciuta | Stadio Castelão |

| San Paolo 13 luglio 2027, ore UTC-3 Incontro 56 | non conosciuta | – | non conosciuta | Arena Corinthians |

### Quarti di finale
| Rio de Janeiro 16 luglio 2027, ore UTC-3 Incontro 57 | non conosciuta | – | non conosciuta | Stadio Maracanã |

| Recife 16 luglio 2027, ore UTC-3 Incontro 58 | non conosciuta | – | non conosciuta | Itaipava Arena Pernambuco |

| Belo Horizonte 17 luglio 2027, ore UTC-3 Incontro 59 | non conosciuta | – | non conosciuta | Mineirão |

| Brasilia 17 luglio 2027, ore UTC-3 Incontro 60 | non conosciuta | – | non conosciuta | Stadio nazionale Mané Garrincha |

### Semifinali
| San Paolo 20 luglio 2027, ore UTC-3 Incontro 61 | non conosciuta | – | non conosciuta | Arena Corinthians |

| Brasilia 21 luglio 2027, ore UTC-3 Incontro 62 | non conosciuta | – | non conosciuta | Stadio nazionale Mané Garrincha |

### Finale terzo posto
| Belo Horizonte 24 luglio 2027, ore UTC-3 Incontro 63 | non conosciuta | – | non conosciuta | Mineirão |

### Finale
| Rio de Janeiro 25 luglio 2027, ore UTC-3 Incontro 64 | non conosciuta | – | non conosciuta | Stadio Maracanã |